# Pembroke (Karolina Północna)
Pembroke – miasto w Stanach Zjednoczonych, w stanie Karolina Północna, w hrabstwie Robeson.